# Reflektor (bài hát)
"Reflektor" là một bài hát của ban nhạc indie rock Canada Arcade Fire. Nó được phát hành ngày 9 tháng 9 năm 2013 như đĩa đơn đầu tiên từ album phòng thu thứ tư của ban nhạc, Reflektor.
Sản xuất bởi James Murphy, Markus Dravs và chính ban nhạc, bài hát có sự xuất hiện của giọng hát khách mời David Bowie và được phát hành trên một phiên bản giới hạn 12" vinyl dưới tên một ban nhạc hư cấu, The Reflektors.
Bài hát đứng vị trí thứ hai trên "danh sách bài hát hay nhất năm 2013" của NME chỉ sau "Get Lucky" của Daft Punk.

## Thành phần tham gia sản xuất

### Nghệ sĩ phụ
- David Bowie - hát thêm
- Owen Pallett - sắp xếp dàn nhạc
- Colin Stetson - kèn cor
- Stuart Bogie - kèn cor
- Willinson Duprate - conga
- Verrieux Zile - conga

### Tham gia sản xuất
- James Murphy - sản xuất
- Markus Dravs - sản xuất
- Arcade Fire - sản xuất
- Mark Lawson - sản xuất thêm, thu âm
- Korey Richey - thu âm
- Pascal Shefteshy - thu âm
- Damian Taylor - thu âm
- Tom Elmhirst - phối khí
- Ted Jensen - mastering

## Bảng xếp hạng
| Chart (2013)                         | Peak position |
| ------------------------------------ | ------------- |
| Canada (Canadian Hot 100)            | 20            |
| Ireland (IRMA)                       | 19            |
| Tây Ban Nha (PROMUSICAE)             | 42            |
| Anh Quốc (OCC)                       | 44            |
| Hoa Kỳ Billboard Hot 100             | 99            |
| Hoa Kỳ Alternative Songs (Billboard) | 17            |
| US Rock Songs (Billboard)            | 14            |